# Tapuiasaurus
Tapuiasaurus macedoi
Genre
Espèce

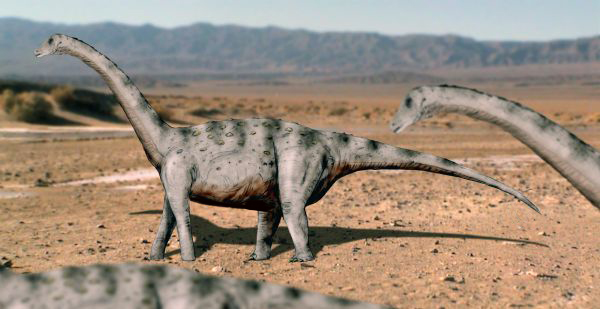
Vue d'artiste.

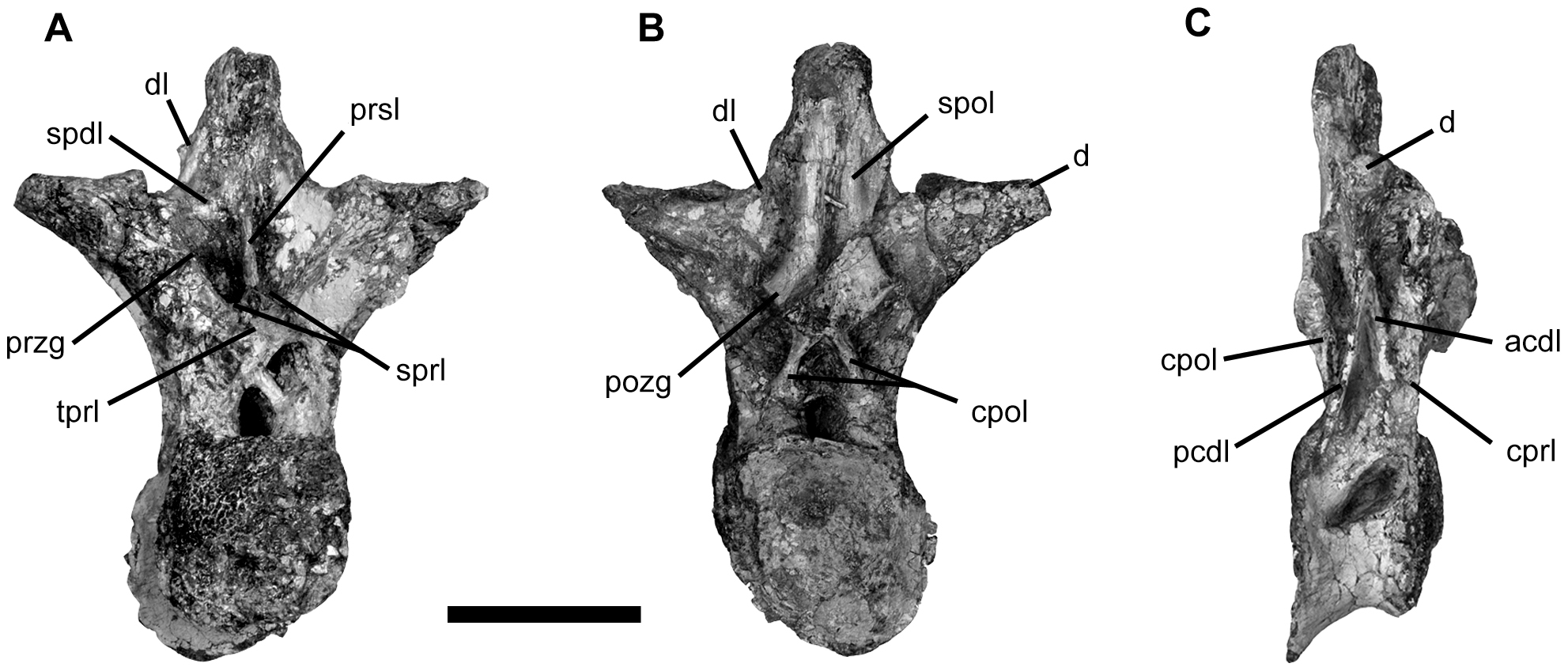
Vertèbre dorsale de l'holotype MZSP-PV 807 en vue antérieure (A), postérieure (B), et latérale droite (C).
La barre horizontale noire représente 10 cm.

Tapuiasaurus (signifiant « Lézard de Tapuia ») est un genre éteint de dinosaures sauropodes du Crétacé inférieur (Aptien) découvert au Brésil. 
L'espèce type et seule espèce, Tapuiasaurus macedoi, a été décrite par Hussam Zaher (d) et al. en 2011 à partir d'un squelette partiel et d'un crâne presque complet retrouvés dans la formation géologique Quiricó (en), à Minas Gerais.

## Classification
Tapuiasaurus lors de sa description initiale a été classé parmi les Nemegtosauridae. 
Cette affiliation a été remise en cause par les analyses phylogénétiques suivantes qui ne lui trouvent qu'une affinité lointaine avec Nemegtosaurus.
En 2016, Wilson et ses collègues placent le genre en dehors des Lithostrotia, tandis que Carballido et son équipe en 2017 le classent comme proche des lithostrotiens du Gondwana Isisaurus et Rapetosaurus.